# 湯田神社
湯田神社（ゆたじんじゃ）は、伊勢神宮皇大神宮（内宮）の摂社。内宮の摂社27社のうち第9位である。農耕の守護神を祀る神社である。

## 概要
三重県伊勢市小俣町湯田字孤山983、湯田集落の南西端に鎮座する。鎮座地「湯田」の地名は神田を意味する斎田（ゆた）に由来するとされ、神社周辺は伊勢神宮の神田であったと考えられ、境内を水田に囲まれている。神田を開拓したのは内宮の神主であった荒木田氏である。
社地の面積は463坪（約1,530.6m2）。社殿は他の神宮摂末社よりも大きめに造られている。社殿は神明造の板葺で南向きに建っており、一重の玉垣に囲まれ、1基の鳥居を備える。神体はない。
毎年12月12日に「摂社日待」という住民が湯田神社に参拝する習慣が残されている。こうした世俗的な信仰を集める神宮所管の神社には、子安神社・園相神社・堅田神社・赤崎神社が挙げられる。

## 祭神
祭神は、大歳御祖命（おおとしのみおやのみこと）と御前神（みまえのかみ）。両神とも地域の農耕の神とされる。大歳御祖命は大歳神の母である神大市比売命（かむおおいちひめのみこと）を指す。御前神ではなく鳴宸電（なるいかつち）を祀るという説もある。
古代には長さ4.5尺（≒1.36m）×広さ4尺（≒1.21m）×高さ3尺（≒90.9cm）の社殿を2つ有したが、江戸時代に復興した際に片方の社殿は中絶し、1つの社殿に2柱の神が同座する。

## 歴史
雄略天皇の治世に創建されたとされ、古代には造神宮使が造り替えを行う6社のうちの1社とされた。しかし中世になると建て替えは不安定となり、文永4年（1267年）には社頭に材木が用意されたものの建て替えられず、後の時代には地元有力者の手で建て替えられるようになり、文明3年（1471年）には役夫工米をもって建て替えを命じたことが記されたのを最後に、造り替えの記録は途絶えた。その後は地域の産土神として祀られるようになったようである。
寛文3年8月28日（グレゴリオ暦：1663年9月29日）に大宮司・河邊精長（大中臣精長）は当時「湯田社」と呼ばれていた産土神の神社の境内に湯田神社を再興した。1889年（明治22年）に隣接する八柱神社に産土神が合祀されるまでそのまま産土神と神宮摂社が並立する時代が続き、八柱神社は1910年（明治43年）に有田神社に合祀され、跡地は竹林となった。
1923年（大正12年）3月に建て替えられ、1981年（昭和56年）5月に大修繕が行われた。

## 交通
鎮座地周辺は土師器・須恵器などが出土する遺跡や古墳群が数多く、湯田神社の創建と発展に関連があると考えられる。
- JR参宮線・近鉄山田線伊勢市駅より三重交通バス早馬瀬口行きに約15分乗車[3]、「湯田」バス停下車、徒歩約8分（約400m）[12]。三重県道37号鳥羽松阪線より約200m入ったところにある[4]。
- 伊勢自動車道玉城ICより約14分（約7.0km）。